# Caors
Caors (en occità Caors [kaˈuɾs, ˈkɔws, ˈkɔw]; en francès: Cahors [kaɔʀ]) és un municipi d'Occitània, situat al departament francès de l'Òlt, al Carcí a la regió d'Occitània. Els habitants de Caors es diuen en occità els caorsins o caorsencs (en francès Cadurciens i abans Cahorsins). La ciutat també és coneguda per les seves vinyes. El lema de la ciutat, en occità, és : «Sèm de Caors, avèm pas paur», ço és «Som de Caors, no tenim por», la pronunciació occitana de «Caors» [kɔw], rima amb «paur» [pɔw].
El municipi té Caors com a capital administrativa, i també compta amb els agregats de los Matius, Bèlacrotz, la Comba d'Arnís, la Comba de Miejanuèit, la Comba de Sant Julian, Arnís, Pèiralevada, la Marchanda, lo Puèg d'Elmet, Fontrodenca, la Comba de Pairolís, lo Combelh, Mèrla, las Joaniás, los Durands, Cabasac, los Ramonets, Cavanhés, los Ramondèirs, Artís, la Borieta, las Teulissariás, la Mota, Casanòva, Regord, lo Falhal, las Englandèiras, los Arquèirs, lo Mas de Derin, los Tauriats i los Gravàs.

## Geografia
El municipi se situa a 115 km al nord de Tolosa de Llenguadoc, sobre l'eix RN 20/A 20 connectant la ciutat rosa a París. Caors té 23.128 habitants per a una superfície de 64,72 km², o sigui 357 habitants per km². Aquesta densitat elevada s'explica pel fet que la ciutat s'enfronta a diversos obstacles. El creixement de la urbanització de la ciutat ha de tenir en compte la topografia molt turmentada de la vall de l'Òlt. La barra de relleu constituïda per l'istme de l'Òlt, s'assembla de fet a un pont suplementari: Caors és una illa. D'altra banda les parets abruptes que constitueix el circ de les Cevenes que són vessants tibants, àrids, avui desertats per la vinya, que són límits naturals a la urbanització de la ciutat.
La vall s'eixampla només per l'est amb les terrasses de Cabessut i de Terra Roja. A l'oest, amb la terrassa de La Beraudiá (Labéraudie en francès), l'expansió és limitada pels riscs d'inundació. Al sud, xoquem amb els vessants abruptes del Mont Sant Circ (Mont Saint-Cyr) i del Puèg d'en Geli ? (Pech d'Angély en francès).
Malgrat tot, hi havia avantatges: una defensa fàcil, el riu navegable, sovint perillosa però més segura que els camins en l'Antiguitat, la situació de cruïlla, confluència del Bartassec, etapa fàcil sobre la via Tolosa de Llenguadoc-Rodés. El desenvolupament de la ciutat s'ha fet essencialment sobre un eix nord/sud.

## Demografia
| Evolució de la població Cassini i INSEE |        |        |        |        |        |        |        |        |
| 1793                                    | 1800   | 1806   | 1821   | 1831   | 1836   | 1841   | 1846   | 1851   |
| 12 000                                  | 11 728 | 11 446 | 12 224 | 12 050 | 12 417 | 12 852 | 13 376 | 13 350 |

| 1856   | 1861   | 1866   | 1872   | 1876   | 1881   | 1886   | 1891   | 1896   |
| ------ | ------ | ------ | ------ | ------ | ------ | ------ | ------ | ------ |
| 13 676 | 13 846 | 14 115 | 14 593 | 13 660 | 15 524 | 15 622 | 15 369 | 14 502 |

| 1901   | 1906   | 1911   | 1921   | 1926   | 1931   | 1936   | 1946   | 1954   |
| ------ | ------ | ------ | ------ | ------ | ------ | ------ | ------ | ------ |
| 14 018 | 13 202 | 13 650 | 11 866 | 11 775 | 12 677 | 13 269 | 15 345 | 15 384 |

| 1962   | 1968   | 1975   | 1982   | 1990   | 1999   | 2006 | 2011 | 2016 |
| ------ | ------ | ------ | ------ | ------ | ------ | ---- | ---- | ---- |
| 17 046 | 19 128 | 20 226 | 19 707 | 19 735 | 20 003 | -    | -    | -    |

| 2019 | - | - | - | - | - | - | - | - |
| ---- | - | - | - | - | - | - | - | - |
| -    | - | - | - | - | - | - | - | - |

## Història
Fa 40.000 anys ja hi havia habitants a l'Òlt, com ho mostren les grutes de la Vall del Célé. Després van venir sobre els turons els "oppidum" fortificats dels cadurcs, gals tributaris dels arverns. La seva plaça forta Uxellodunum, que se situa malament, significa alta ciutadella i va ser l'any 51 aC un dels últims bastions que resistiren a Cèsar. Els cadurcs van participar en la rebel·lió contra Cèsar el 52 aC sota la direcció de Lucterius, membre d'una família que més tard foren ciutadans destacats de la ciutat.

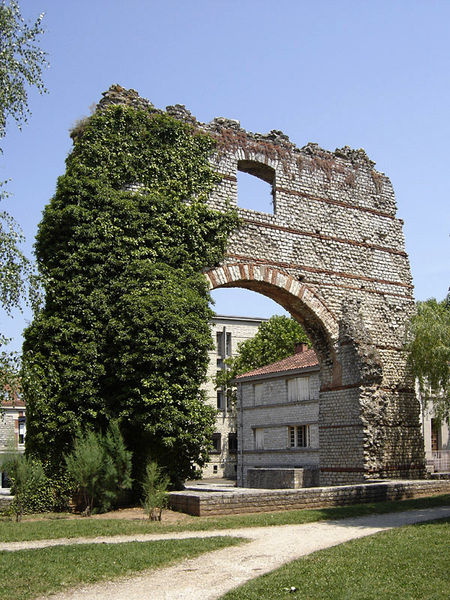
L'Arc de Diana

La capital dels cadurcs romanitzats va ser Divona o Bibona, o més exactament Divona Cadurcorum o Civitas Cadurcorum, que va evolucionar a Cadurca i després a Caors. El nom romanitzat vindria d'una font considerada sagrada pels gals (Divona o Devona seria un equivalent cèltic de "Divina"), la qual s'ha proposat que podria ser l'actual font dels Cartroses (en occità, o Chartreux en francès) al centre de la ciutat, dins el convent dels cartoixes.
Es va fer una ciutat opulenta amb un pont sobre l'Òlt, un aqüeducte dirigint les aigües del Vers (que es conserva en part), temples (destacant el de Diana), un teatre susceptible d'acollir diversos milers d'espectadors amb un amfiteatre circular (també en resten unes ruïnes) i termes. Prop de l'estació es conserva l'arc del temple de Diana, i també diverses pedres esculpides, al museu Henri Martin. Als banys s'han trobat excel·lents mosaics. Caors exportava fins a Roma els seus teixits de lli.
Va ser incendiada l'any 571 per Théodobert, rei d'Austràsia.
El bisbe sant Didier, dit també sant Geri (en occità sent Juèli o Sent Juèire, potser eixit de sant Geor(g)ius o encara Egidius), va fer edificar la primera catedral el 650, la ciutat va ser de nou saquejada pels sarraïns l'any 732, després pels vikings i els hongaresos.
La ciutat de Caors ha estat molt de temps disputada i assetjada: del romà Juli Cèsar o del franc Théodebert al rei de Navarra Enric IV passant per les pretensions angleses de Ricard Cor de Lleó, més tard del Príncep Negre, Eduard de Woodstock. Fins i tot a la mateixa ciutat, el conflicte s'eternitza entre bisbes, cònsols després senescals per atribuir-se el poder.
El 2 de setembre de 1272, el bisbe de Caors, Barthélémy (Bertomieu en occità?), i els cònsols de la ciutat se senten per designar àrbitres i amigables compositors encarregats d'arreglar els conflictes sobrevinguts entre ells i sobre els antics i futurs costums.

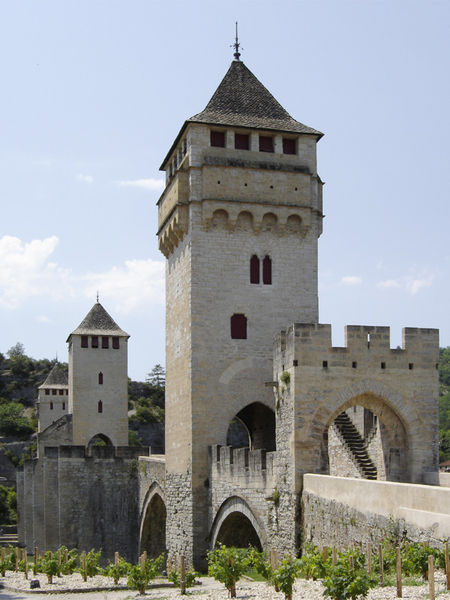
El pont Valentré, vist des de la ciutat

El 23 de juliol de 1304, en una declaració feta públicament a la catedral de Caors, Raymond, bisbe de la ciutat, reconeix que considera els cònsols i habitants d'aquesta ciutat com a bons i verdaders catòlics.
En l'època medieval, és una plaça financera forta de la Cristiandat. Al Renaixement, és una plaça artesanal i industrial forta de França.
Durant la Guerra dels Cent Anys, la ciutat va ser un temps sota domini anglès. El 8 de gener de 1362, estan sota poder del tinent del rei d'Anglaterra, Chandos, en presència del mariscal francès Boucicaut. El 5 de febrer de 1369, els cònsols de Caors juren per al rei de França Carles V que declara que, ni tan sols sota el domini anglès, mai no havien deixat de tenir el cor francès.
La ciutat és travessada per un dels camins del pelegrinatge de Santiago de Compostel·la, La Via Podiensis.

## Monuments i llocs turístics

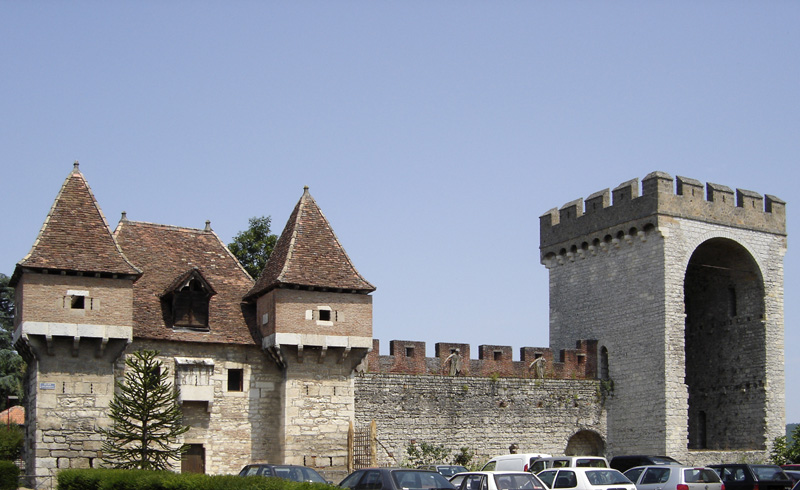
La Barbacane

- El Pont Valentré (Pont de Balandras), emblema de la ciutat que figura sobre el seu escut d'armes.
- La Barbacana, protegia la porta de la Barra.
- Torre dels penjats.
- Església Saint-Barthélémy (segle xiv. L'església s'havia dit Sant Esteve de Sobirós (Sancti Stephani de Superioribus) fins al segle xiii, per oposició a la catedral que era al barri baix.
- Palau Duèze.
- Torre del papa Joan XXII. La torre és l'únic vestigi del palau de Pierre Duèze, germà del papa.
- Col·legi Pelegrin (Pélegry en francès), torre d'escala emmerletada, fi segle xv (El col·legi Pélegry va ser fundat el 1368 i va ser, fins al segle xviii, un dels establiments més importants de la ciutat).
- Barri de l'Orada, s'hi troba :
  - la casa Eretièr (Hérétié) (xiv-xvi)
  - la casa Dolive (xvii)
  - la casa del Botxí (segle xviii)
- Catedral Sanat Estève.
- Claustre.
- Arxidiaconat.
- Casa d'Enric IV o Ostal de Roaldès (segle xv).
- La passejada Gambetta avui, construït sobre l'emplaçament del fossat de les muralles.
- Casa de la vila, arquitecte Malo (1837-1847).
- La Casa del Turisme, plaça François Mitterrand.
- L'Arc de Diana, vestigi de les termes galo-romanes.
- Estàtua de Léon Gambetta, plaça François Mitterrand.

## Administració
| Període   | Identitat                 | Partit           |
| --------- | ------------------------- | ---------------- |
| 1959-1965 | Lucien Benac              | PRG              |
| 1965-1989 | Maurice Fabre             | PRG              |
| 1989-2001 | Bernard Charles           | PRG              |
| 2001-2003 | Michel Roumégoux          | UDF, després UMP |
| 2003-2008 | Marc Lecuona              | UMP              |
| 2008-     | Jean-Marc Vayssouze-Faure | PS               |